# 尚弘毅
尚弘毅（1647年4月9日（順治四年三月五日）—1687年1月26日（康熙二十五年十二月十三日）），和名大里王子朝亮，童名真山登金，號寂然，琉球國第二尚氏王朝攝政。摩文仁御殿一世。
尚弘毅是尚質王的次子，為王妃美里按司加那志（向氏栢窓）所生。
康熙十五年十月十八日（1676年11月23日）就任攝政，琉球王府給他頒發蓋有「首里之印」字樣紅色大印的任職文書，此後任命官員時都要頒發這種辭令書，成為慣例。康熙十八年（1679年）至十九年（1680年）擔任系圖改正事業的總裁，負責對琉球家譜進行系統化管理。
康熙二十一年（1682年）奉命出使薩摩藩，向高輪翁主的出嫁表示祝賀，翌年歸國。康熙二十五年十月二十六日（1686年12月11日），尚貞王賜給他在下之庭與右掖門之內「乘物免許」（允許乘坐轎子）的特權。康熙二十五年十二月十三日（1687年1月26日）卒，享年四十，葬於宮城之墓。